# Митчелл, Файнесс
Альфред Лэнгстон «Файнесс» Митчелл (англ. Alfred Langston «Finesse» Mitchell; род. 12 июня 1972) — американский актёр, писатель и комик. В 2003—2006 годах он входил в актёрский состав музыкально-юмористической передачи «Субботним вечером в прямом эфире». Митчелл также появлялся в таких телевизионных шоу, как Showtime at the Apollo, ComicView, Comedy Central Presents и телесериале канала Disney Channel «Высший класс».

## Фильмография
| Год       |     | Русское название                 | Оригинальное название    | Роль                       |
| --------- | --- | -------------------------------- | ------------------------ | -------------------------- |
| 2003—2006 | с   | Субботним вечером в прямом эфире | Saturday Night Live      | разные персонажи           |
| 2007      | ф   | Кто твой Кэдди?                  | Who’s Your Caddy?        | Дред                       |
| 2007      | ф   | Мстители                         | The Comebacks            | тренер «Титанов»           |
| 2008      | ф   | Шальные деньги                   | The Comebacks            | Шон                        |
| 2008      | ф   | —                                | Loving the Bad Man       | Джуни                      |
| 2010      | с   | Ник Свардсон временно симулирует | Pretend Time             | разные персонажи / Деонтей |
| 2010      | с   | Знакомство с Браунами            | Meet the Browns          | Торри                      |
| 2011—2013 | с   | Высший класс                     | A.N.T. Farm              | Дэррил Паркс               |
| 2012      | кор | —                                | Franchise                | н/д                        |
| 2012      | с   | Свободные леди                   | Single Ladies            | Джабари                    |
| 2013      | с   | —                                | Laugh Factory            | пастор Твини               |
| 2014      | ф   | Там всегда Вудсток               | There’s Always Woodstock | Алекс                      |
| 2014      | с   | —                                | According to Him + Her   | в роли самого себя         |
| 2015      | ф   | Особо опасна                     | Barely Lethal            | директор Вайсман           |
| 2016      | с   | Гастролёры                       | Roadies                  | Харви                      |
| 2016      | тф  | Как выжить в Атланте             | Brothers in Atlanta      | Уолтер                     |
| 2017      | ф   | Безумные семейки                 | Mad Families             | Франклин                   |
| 2017      | тф  | —                                | Media                    | н/д                        |
| 2018      | с   | Разделённые вместе               | Splitting Up Together    | Сай                        |
| 2018      | тф  | —                                | Sue Sue in the City      | Хадсон                     |
| 2020      | с   | В меньшинстве                    | Outmatched               | Ирвин                      |